# Vulturu (okręg Vrancea)
Vulturu – wieś w Rumunii, w okręgu Vrancea, w gminie Vulturu. W 2011 roku liczyła 3344
mieszkańców.